# Рас-эль-Хайр
Рас-эль-Хайр (араб. رأس الخير‎) — промышленный комплекс (так называемый промышленный или экономический город) в Саудовской Аравии, на побережье Персидского залива, в административном районе Восточный. Расположен к северо-западу от промышленного города Эль-Джубайль, у мысов Эз-Заур (Рас-эз-Заур) и Эль-Гар (Рас-эль-Гар) на полуострове Зор-эль-Аудан. До 2011 года назывался Рас-эз-Заур (رأس الزور‎). Управляется Королевской комиссией по Эль-Джубайлю и Янбу (RCJY).
В Рас-эль-Хайр находится металлургический комплекс, один из крупнейших в мире, в совместной собственности государственной компании MA'ADEN и американской компании Alcoa. В состав вертикального интегрированного комплекса входят бокситовый рудник на месторождении Эз-Забира в районе Хаиль производительностью 4 млн т в год, глинозёмный завод мощностью 1,8 млн т глинозёма в год, алюминиевый завод мощностью около 760 тыс. т первичного алюминия и прокатный завод мощностью 460 т в год. Выявленные ресурсы месторождения Эз-Забира составляют 102 млн т бокситов с содержанием Al2O3 57,5%, SiO2 — 5,5%, оксидов железа — 8%. Качество бокситов месторождения Эз-Забира сходно с бокситами крупнейшего австралийского месторождения Уэйпа. Срок отработки месторождения по проекту превышает 30 лет.
Рас-эль-Хайр является одним из основных центров производства фосфорных удобрений на базе фосфоритов месторождения Эль-Джаламид в районе Эль-Худуд-эш-Шамалийя. Здесь находится производство серной кислоты, фосфорной кислоты и азота. Предприятия по производству фосфорных удобрений в Рас-эль-Хайр получают техническую воду с одной из крупнейших в мире опреснительных установок государственной компании Saline Water Conversion Corporation (SWCC), которая функционирует при ТЭС в Рас-эль-Хайр.
Является одним из важнейших морских портов. Грузооборот в 2019 году составил 7,2 млн т.
Построена железнодорожная линия Север — Юг Саудовской железнодорожной компании (SAR), соединяющая Рас-эль-Хайр с месторождениями Эз-Забира и Эль-Джаламид.

## Международный судостроительный комплекс имени короля Салмана
В ноябре 2016 года король Салман заложил первый камень в фундамент Международного судостроительного комплекса имени короля Салмана, включающего судоремонтный завод и судостроительную верфь. Проект реализуют  компании Saudi Aramco, национальная судоходная компания Саудовской Аравии Bahri, южнокорейская судостроительная компания Hyundai Heavy Industries и дубайская судостроительная компания Lamprell. Среди подрядчиков — китайские Power Construction Corporation of China и SEPCO. После завершения строительства комплекс в Рас-эль-Хайре станет одной из крупнейших верфей в мире. Площадь верфи 4,3 км².